# Investigació

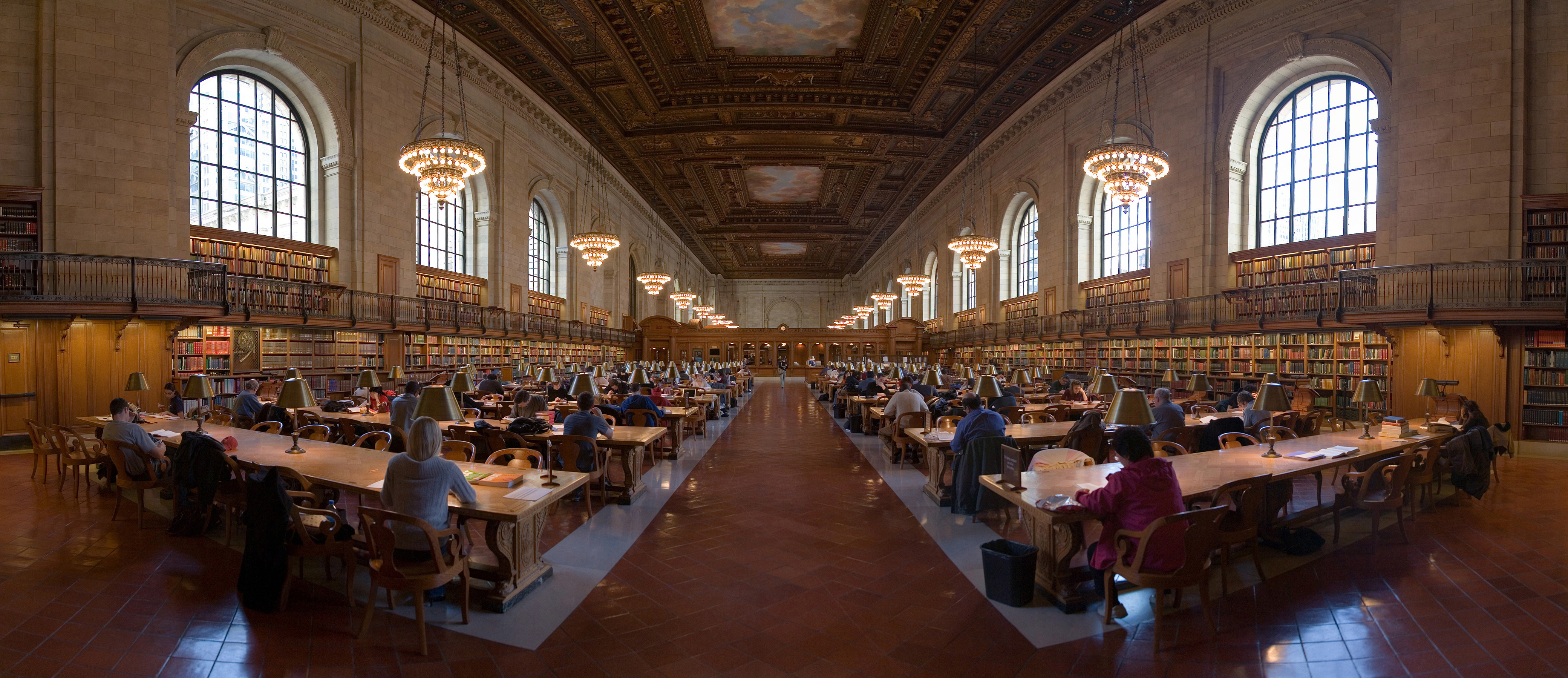
La sala de recerca de la Biblioteca Pública de Nova York el 2006.

La investigació o recerca és el procés, analític, sistemàtic, organitzat i objectiu el propòsit del qual és respondre a una pregunta o hipòtesi i així augmentar el coneixement i la informació sobre una cosa desconeguda i del qual es desitja saber més a fons.

## Característiques
Una investigació es caracteritza per ser un procés:
- Sistemàtic: A partir de la formulació d'una hipòtesi o objectiu de treball, es recullen unes dades segons un pla preestablert que, una vegada analitzats i interpretats, modificaran o afegiran nous coneixements als ja existents, iniciant-se llavors un nou cicle d'investigació. La sistemàtica emprada en una investigació és la del mètode científic.
- Organitzat: Tots els membres d'un equip d'investigació han de conèixer el que han de fer durant tot l'estudi, aplicant les mateixes definicions i criteris a tots els participants i actuant de forma idèntica davant de qualsevol dubte. Per aconseguir-ho, és imprescindible escriure un protocol d'investigació on s'especifiquin tots els detalls relacionats amb l'estudi.
- Objectiu: Les conclusions obtingudes de l'estudi no es basen en impressions subjectives, sinó en fets que s'han observat i mesurats, i que en la seva interpretació s'evita qualsevol prejudici que els responsables de l'estudi poguessin tenir.

## Activitats
Les activitats fonamentals d'una investigació són:
- Establir l'estat de la qüestió esbrinant les "aportacions bibliogràfiques (autors, articles, revistes, etc.) fonamentals d'aquella disciplina d'estudi".[1]
- Mesurar fenòmens.
- Comparar els resultats obtinguts.
- Interpretar els resultats en funció dels coneixements actuals, tenint en compte les variables que poden haver influït en el resultat.

També té com a funció social l'adquisició de coneixement per al desenvolupament o superació humana, social i econòmica de la societat.

## Tipus d'investigació
- Recerca bàsica. També anomenada investigació fonamental o investigació pura. Se sol dur a terme als laboratoris.
- Recerca aplicada. És la utilització dels coneixements a la pràctica, per aplicar-los, en la majoria dels casos, en profit de la societat. Un exemple són els protocols d'investigació clínica.

## Investigació entre disciplines
S'han descrit diferents tipus d'investigació entre disciplines, així com una terminologia específica. Les definicions més comunament acceptades són les de la que són usades per referir-se a l'increment en el nivell d'interacció entre les disciplines:
- Multidisciplinarietat: en aquest nivell d'investigació l'aproximació amb la finalitat d'estudi es realitza des de diferents angles, usant diferents perspectives disciplinàries sense arribar a la integració.
- Interdisciplinarietat: aquest nivell d'investigació es refereix a la creació d'una identitat metodològica, teòrica i conceptual, de manera que els resultats siguin més coherents i integrats.
- Transdisciplinarietat: va més enllà que les anteriors i es refereix al procés en el qual ocorre la convergència entre disciplines, acompanyat per una integració mútua de les epistemologies disciplinessis (Teoria de les Ciències Humanes).

## Investigació policial
Per extensió, el concepte també abasta la investigació policial, és a dir, l'aclariment de fets i de circumstàncies i de motius, i l'establiment de responsabilitats, i en aquest cas, la persona que tira endavant la investigació sol anomenar detectiu o investigador privat.